# صموئيل كولمان
صموئيل كولمان (بالإنجليزية: Samuel Colman)‏ هو كاتب ورسام أمريكي، ولد في 4 مارس 1832 في بورتلاند في الولايات المتحدة، وتوفي في 26 مارس 1920 في نيويورك في الولايات المتحدة.

## وصلات خارجية
- صموئيل كولمان على موقع الموسوعة البريطانية (الإنجليزية)